# MaxDB
MaxDB是由SAP公司出售，兼容ANSI SQL-92的关系数据库管理系统。在2003年至2007年间，MySQL公司也曾参与開發过该数据库。MaxDB适用于如mySAP Business Suite的大型SAP环境，以及其它需企业级数据库功能的应用环境。MaxDB能够持续运行T字节范围内的数据。

## 历史
数据库的开发始于1977年，起先是作为柏林工业大学的一个研究项目。80年代初它成为一种数据库产品，先后被利多富电脑公司、西门子利多富资讯系统、Software AG拥有，如今它属于SAP公司。其间，它曾被命名为VDN、Reflex、Supra 2、DDB/4、Entire SQL-DB-Server和ADABAS。1997年，SAP公司从Software AG购下该软件并为其命名为SAP DB。2000年10月起，在GPL下SAP DB的附加代码开放。2003年，SAP公司与MySQL公司建立合作伙伴关系，并将SAP DB重新命名为MaxDB。
2007年10月，SAP停止了与MySQL公司在数据库销售与服务方面的合作，对数据库的销售和服务提供权也由SAP收回。现在，MaxDB的开发、发布和支持由SAP公司来完成。MaxDB的源代码也不再遵循GPL而公开。SAP同时声明：“MaxDB在非SAP环境下的使用，对此SAP是否提供进一步的商业支持，仍在讨论中。”
7.5版的MaxDB是对7.4版的SAP DB的代码直接的改进。因此，7.5版可被用于早先7.2.04及以上版本的SAP DB的升级。
SAP对MaxDB有一套完整的质量保证流程，确保之后顺利在SAP解决方案中的发布，或在'SAP Network'上供下载。

## 特性
MaxDB包括一系列的管理和开发工具。这些工具大多都基于图形用户界面，并有命令行界面副本。它提供对JDBC、ODBC、SQLDBC、Precompiler、PHP、Perl、Python、WebDAV的接口，OLE DB、ADO、DAO、RDO和.NET则可通过ODBC与MaxDB连接，Delphi与TCL可通过第三方程序接口与MaxDB连接。MaxDB可跨平台工作，有HP-UX、AIX、Linux、Solaris、Windows 2000、Windows Server 2003和Windows XP的版本。SAP用户可在SAP产品页面上查到能与MaxDB配套使用的产品的平台的详细可用信息。

### 特色
MaxDB提供内置的热备份，而不需要任何的在线重组，且在条目级兼容SQL-92。当前，一个开发目标是“零管理”以降低TCO成本。MaxDB用较低的硬件需求实现了优越的线上交易处理性能。

## 未来版本
下一版本的MaxDB将被命名为MaxDB 7.7.00。
在7.7.00版中，Multiversion Concurrency Control（MVCC）技术可能会被用来替代当前的锁机制。

## 许可
从7.2至7.6版的MaxDB遵循GPL。编程界面遵循GPL，不过也有部分工程遵循开放源码许可。
7.3和7.4版的SAP DB遵循LGPL。
7.5和7.6版的MaxDB提供双重许可，包括GPL和商业许可，7.5版已停止维护。
7.5和7.6系列后续版本的MaxDB的开发由开源社区完成，SAP公司也曾作出过贡献。
2007年10月，SAP承担MaxDB的全部销售和商业支持。目前，7.6版的MaxDB属于专有软件，非SAP程序仍供免费使用，但是不提供支持，同时对使用也有一定限制。MaxDB在非SAP环境中使用的商业支持正在考虑中。